# Greg Grunberg
Greg Grunberg (født 11. juli 1966) er en amerikansk skuespiller, der har medvirket i blandt andet Alias, Felicity og Heroes. Han har desuden haft en gæsteoptræden som piloten af Oceanic Flight 815 i Lost. Han er barndomsven med J.J. Abrams der har været med til at skabe både Alias, Felicity og Lost.
- Wikimedia Commons har flere filer relateret til Greg Grunberg
- Greg Grunberg på Internet Movie Database (engelsk)
- Greg Grunberg på Scope
- Greg Grunberg på Svensk Filmdatabas (svensk)
- Greg Grunberg på AlloCiné (fransk)
- Greg Grunberg på AllMovie (engelsk)
- Greg Grunberg på Turner Classic Movies (engelsk)
- Greg Grunberg på Rotten Tomatoes (engelsk)
- Greg Grunberg på The Movie Database (engelsk)
- Greg Grunberg på Behind The Voice Actors (engelsk)